# Tafilalet
Koordinaten: 31° 18′ N, 4° 16′ W

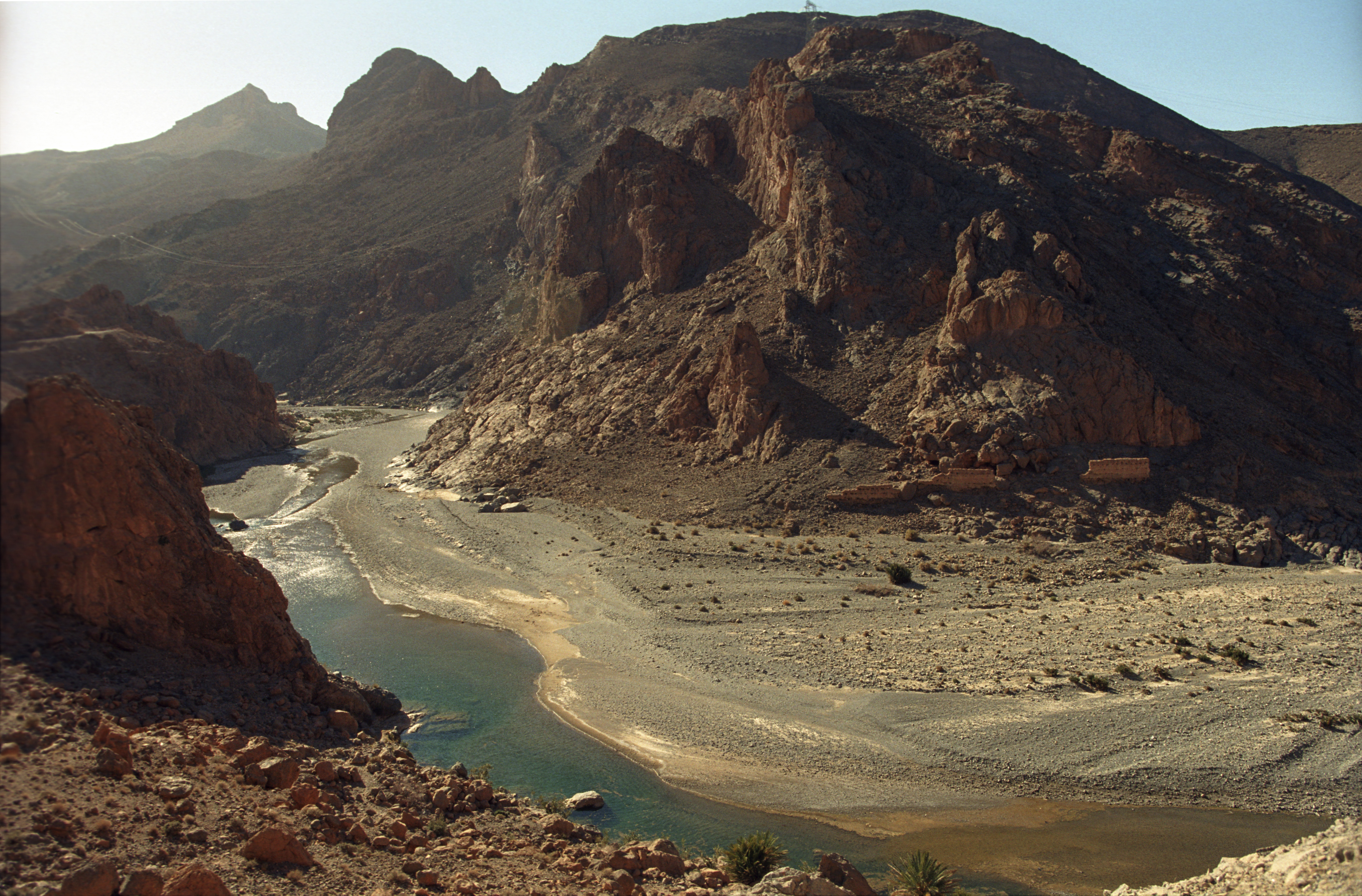
Wadi Nahr Zīz

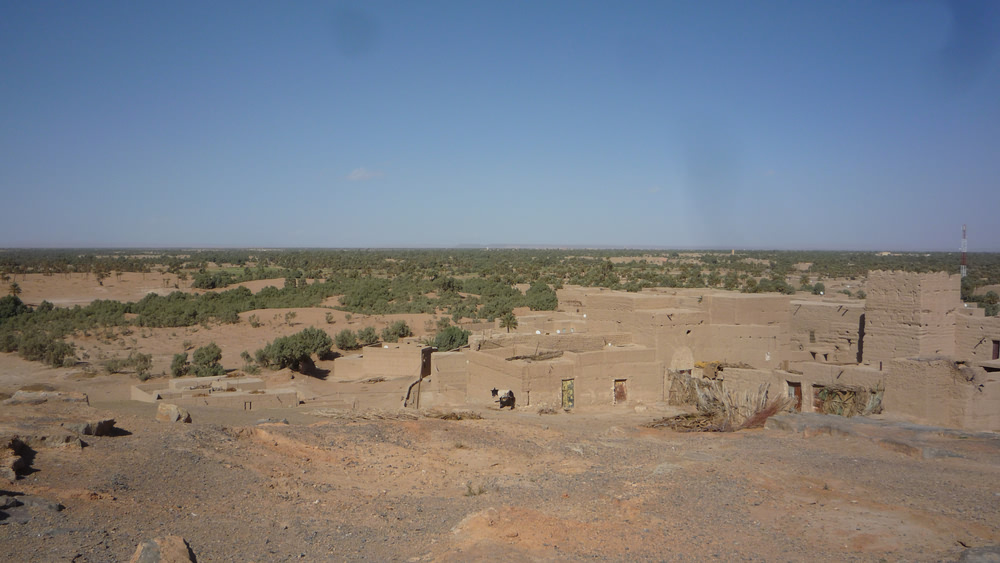
Panorama des Tafilalet vom Ksar von Tingheras bei Rissani

Das Tafilalet oder Tafilalt (arabisch تافيلالت, DMG Tāfīlālat, Zentralatlas-Tamazight ⵜⴰⴼⵉⵍⴰⵍⵜ) ist die südlichste einer vom Wadi Ziz durchzogenen Gruppe mehrerer Oasen in der marokkanischen Sahara. Diese Oasengruppe ist mit 1380 km², 300 Dörfern und bis zu 150.000 Einwohnern die ausgedehnteste der Welt. Der Name Tafilalet bedeutet in der Sprache der Berber „Land der Hilali“. Hilali werden die Bewohner des Tafilalet genannt, welche von den Banū Hilāl abstammen, unter ihnen findet sich der Religionsgelehrte und Koranübersetzer Muhammad al-Hilali.

## Lage
Die Oasengruppe liegt im Osten der Region Drâa-Tafilalet in den Ausläufern des Atlas-Gebirges. Die Lage wurde früher mit zehn Kamelkarawanentagen südlich von Fès angegeben, was heute bei Verwendung eines Kraftfahrzeugs und unter günstigen Bedingungen die Überquerung des gesamten Atlas an einem Tag bedeuten kann. Größte Städte im Tafilalet sind Erfoud und Rissani. Das Tafilalet ist in sieben Bezirke gegliedert und hat Zuflüsse aus Seitenwadis, wie dem Wadi Rheris. Der südlichste Teil wird Sebcha Daya ed-Daura genannt. Der frühere Gouverneurssitz von 150 Dörfern lag im heutigen Rissani.

## Wirtschaft
Die traditionelle Wirtschaftsform im Tafilalet war die Oasenwirtschaft mit der Dattelpalme als Leitpflanze. Da aufgrund der klimatischen Gegebenheiten eine Bodenbewirtschaftung nur mit künstlicher Bewässerung möglich ist, zeigt sich Bodenversalzung als eines der größten Probleme für die Produktion agrarischer Güter. Daher gewinnen andere Erwerbsquellen an Bedeutung.
Der Handel mit gegerbten Fellen, Straußenfedern, Sklaven, Salz und Goldstaub spielte bereits in der Antike eine große Rolle. Daneben entstanden Kleinhandwerk und Kleinhandel. Im letzten Drittel des 20. Jahrhunderts kam der Tourismus als wichtiger Wirtschaftsfaktor hinzu – seitdem werden auch Güter produziert bzw. gehandelt wie Saffian, Seide und Teppiche. Auch der Handel mit – meist glatt geschliffenen und polierten – Fossilien spielt eine Rolle im Wirtschaftsleben der Region.

## Geschichte
Im Zentrum der Oase Tafilalet liegt die ehemalige Handels- und Universitätsstadt Sidschilmasa. Sie lag auf der Karawanenroute Niger – Fès – Tanger und besteht heute aus einer fünf Meilen langen Ruinenstadt entlang des Zīz. Im 14. Jahrhundert besuchte der berberische Forschungsreisende Ibn Battūta auf seiner Reise von Fès in das Land der Schwarzen die Handelsstadt Sidschilmasa. Seit 1648 sandten die Alawiden-Sultane Bürger aus dem nördlichen Marokko als Kolonisten ins Tafilalet. Diese besetzten und befestigten die Dörfer zu Ksur, andere Ksur wurden von den Herrschern selbst in Auftrag gegeben, um hierhin Witwen und andere bei Hofe unliebsame Mitglieder abzuschieben. 
Im Jahr 1828 besuchte der französische Afrikaforscher René Caillié als erster Europäer das Tafilalet. Der deutsche Afrikaforscher Gerhard Rohlfs bereiste das Gebiet im Jahr 1864. 1895 veröffentlichte der Autor Walter Burton Harris sein Werk Tafilet, in dem das Harka-Reisekönigtum des Sultans Mulai al-Hassan I. beschrieben wird. 1903 ließ Charles Jonnart das Dorf Zenaga zerstören, darauf kam es in Tafilalet zu einem Aufstand. 

## Tourismus
Erfoud hat sich zu einer wichtigen Hotelstadt und Drehscheibe für die aus dem Norden (Königsstädte Zentralmarokkos) oder aus dem Westen (Agadir, Marrakesch, Straße der Kasbahs) kommenden Touristen entwickelt. Viele besuchen das Tafilalet in erster Linie wegen der Sanddünen des Erg Chebbi bei Merzouga. Aber auch Rissani mit seinem Markt (suq) und der Grabmoschee (Marabout) von Moulay Ali Cherif, des Gründers der Alawiden-Dynastie lohnt einen Besuch; die Ksur in der Umgebung von Rissani gehören zum kulturellen Erbe Marokkos. Die fast überall sichtbaren – jedoch in großer Zahl unter einer Pilzkrankheit leidenden – Palmenhaine (palmeraies) gehören zumeist nicht zum Programm der Touristenmassen und bleiben somit den Individualtouristen vorbehalten.
Entwicklungspotenziale und Auswirkungen des Tourismus im Tafilalet sind Gegenstand wirtschaftsgeographischer Untersuchungen. Im Verlauf der COVID-19-Pandemie gab es zeitweise keinerlei internationale Ankünfte, daher wurden Maßnahmen getroffen zur Förderung des Binnen-Tourismus.